# Naissance en 1964
Naissance
- 1960
- 1961
- 1962
- 1963
- 1964
- 1965
- 1966
- 1967
- 1968

Les naissances en 1964 concernent les personnalités nées entre le 1er janvier et le 31 décembre 1964.

## Janvier
- 1er janvier : 

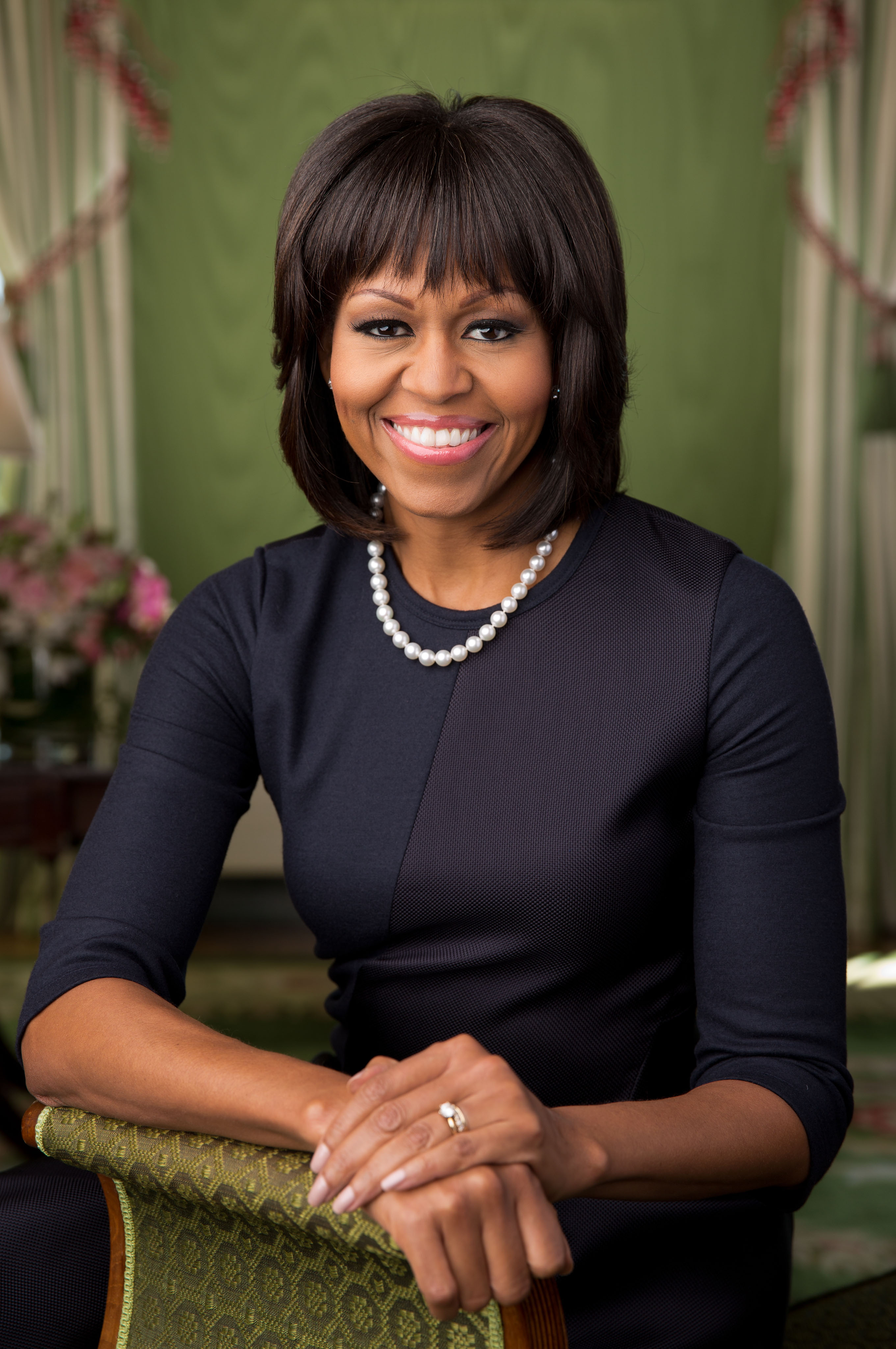
Michelle Obama.

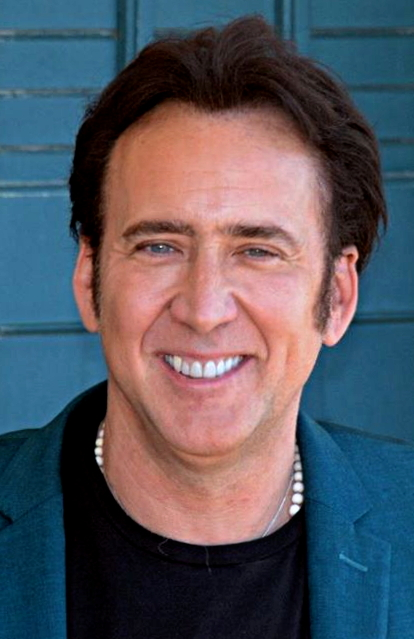
Nicolas Cage.

  - Crystal R. Fox, actrice et chanteuse américaine.
  - Dedee Pfeiffer, actrice américaine.
  - Éric Herson-Macarel, acteur et directeur artistique français.
  - Moussa Dadis Camara, ancien président de la république de Guinée.
- 2 janvier : Christian Welp, basketteur allemand († 1er mars 2015).
- 4 janvier : Dot Jones, actrice américaine.
- 5 janvier :
  - Olivier Baroux, comédien, réalisateur et humoriste français.
  - Ahmed Janka Nabay, musicien sierraléonais († 2 avril 2018).
- 6 janvier : Dwayne Washington, basketteur américain († 20 avril 2016).
- 7 janvier : Nicolas Cage, acteur, réalisateur et producteur américain.
- 10 janvier : Évelyne Thomas, journaliste et animatrice de télévision française.
- 11 janvier : Albert Dupontel, acteur français.
- 12 janvier : Jeff Bezos, entrepreneur, industriel, propriétaire de médias et milliardaire américain.
- 14 janvier : Frédérique Massat, femme politique française.
- 15 janvier : Wes, chanteur camerounais († 25 juin 2021).
- 17 janvier :
  - Jamy Gourmaud, animateur de télévision français.
  - Michelle Obama, ancienne première dame américaine.
- 18 janvier :
  - Gustavo Bebianno, avocat et homme politique brésilien († 14 mars 2020).
  - Patrick Esposito Di Napoli, musicien français († 13 novembre 1994).
- 19 janvier : Martha Yujra, femme politique bolivienne.
- 20 janvier : Véronique Bédague, femme politique Française et directrice générale déléguée de Nexity.
- 21 janvier : Philippe Lelièvre, comédien français.
- 22 juillet : Adam Godley, acteur britannique.
- 23 janvier : 
  - Mariska Hargitay, actrice américaine.
  - Steve Mbikayi Mabuluki, homme politique de la république démocratique du Congo.
- 24 janvier : Éric Laforge, animateur de radio français († 15 février 2020).
- 26 janvier :
  - Cathy Podewell, actrice américaine.
  - Jean-Philippe Martzel, publicitaire français.
- 27 janvier :
  - Bridget Fonda, actrice américaine.
  - Jack Haley, joueur et entraîneur de basket-ball américain († 16 mars 2015).
- 28 janvier : António Horta-Osório, économiste et banquier portugais.
- 29 janvier :
  - Riton Liebman, comédien, dramaturge et réalisateur belge.
  - Olivier Léonhardt, homme politique français († 2 février 2022)
- 31 janvier : Jeff Hanneman, musicien, auteur-compositeur américain († 2 mai 2013).
- ? janvier : Agathon Rwasa, personnalité politique burundaise.

## Février
- 1er février : 

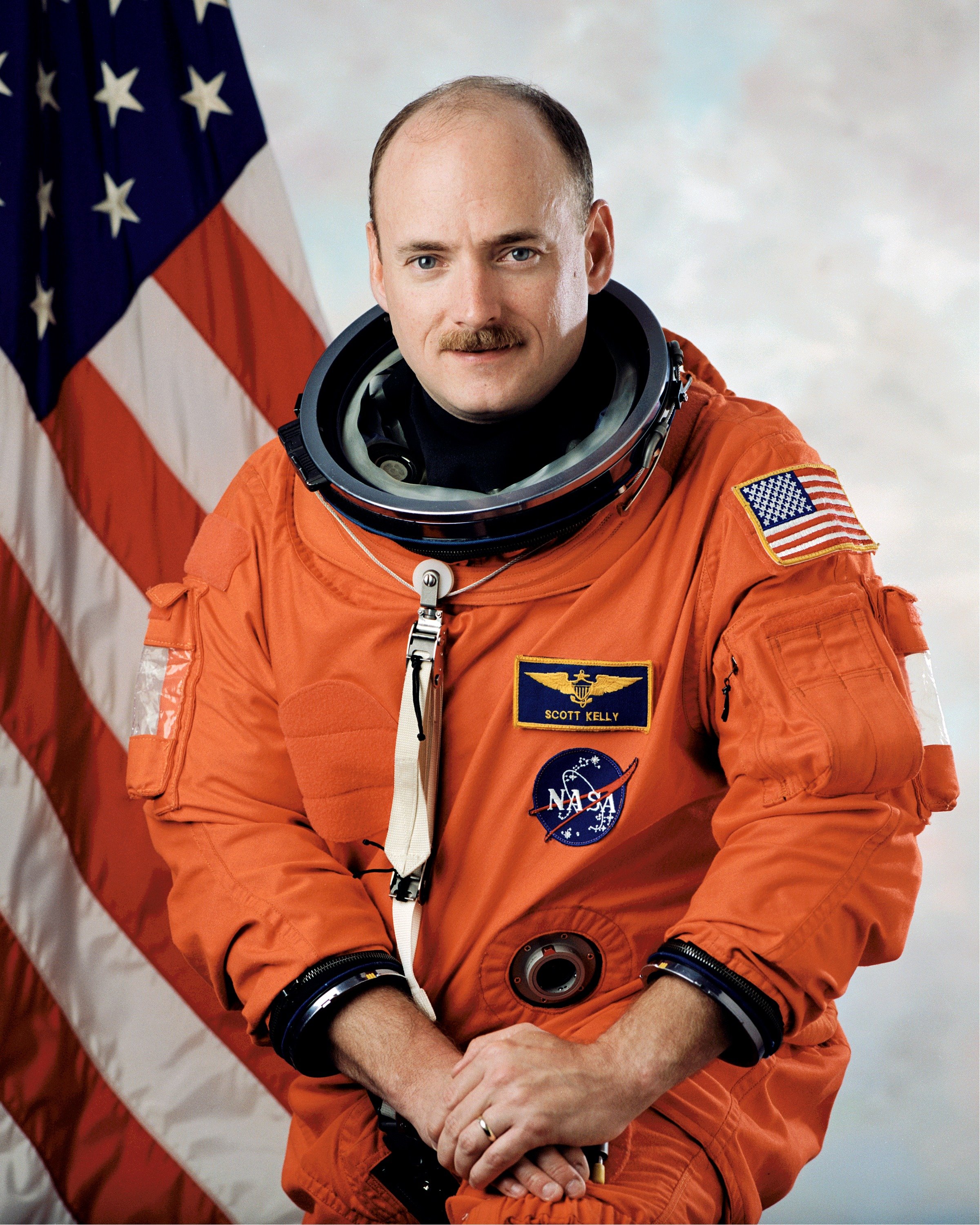
Scott Kelly.

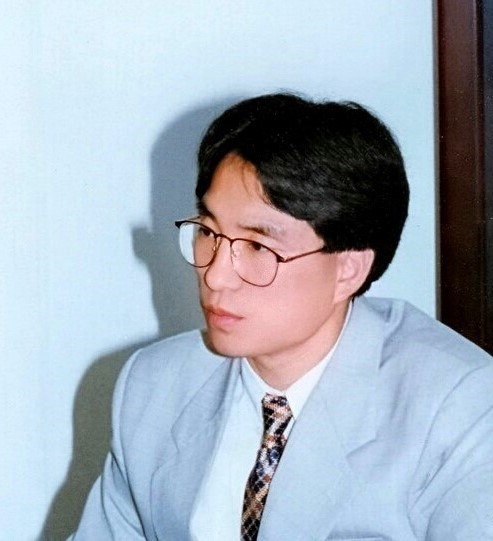
Ha Seung-moo.

  - Sharon Bruneau, mannequin et culturiste canadienne.
  - Philippe Casado, coureur cycliste français († 21 janvier 1995).
  - Mario Pelchat, chanteur et producteur canadien.
- 3 février : Pierre Kohler, homme politique suisse.
- 4 février : 
  - Daniela Gäts, actrice autrichienne.
  - Viatcheslav Volodine, personnalité politique russe.
- 5 février :
  - Joël Zaffarano, acteur français.
  - Ha Seung-moo, poète, pasteur et théologien sud-coréen.
  - Laura Linney, actrice américaine.
- 6 février : Gord Downie, chanteur, musicien et écrivain canadien († 17 octobre 2017).
- 7 février : Daviz Simango, homme politique mozambicain († 22 février 2021).
- 9 février : Rubana Huq, femme d'affaires bangladaise.
- 12 février : Stephen Carter, homme politique écossais.
- 14 février : Christiane Bopp, actrice française.
- 15 février : 
  - Leland D. Melvin, astronaute américain.
  - Nour-Eddine Lakhmari, réalisateur maroco-italien.
- 16 février : Christopher Eccleston, acteur britannique.
- 17 février : Jim Jordan, Homme Politique américain.
- 18 février : 
  - Matt Dillon, acteur américain.
  - Charles Onana, journaliste et essayiste franco-camerounais.
- 19 février :
  - Jennifer Doudna, biochimiste américaine.
  - Serge Perez, écrivain français.
  - Mark Kelly, astronaute américain.
  - Nik Novecento, acteur italien († 15 octobre 1987).
  - Scott Kelly, astronaute américain.
- 22 février : Kristin Rohde, actrice américaine († 5 décembre 2016).
- 24 février : Tine Joustra, actrice néerlandaise.
- 26 février : Mark Dacascos, acteur américain.
- 29 février : Veronica Moser, actrice pornographique autrichienne († 1er juillet 2020).

## Mars

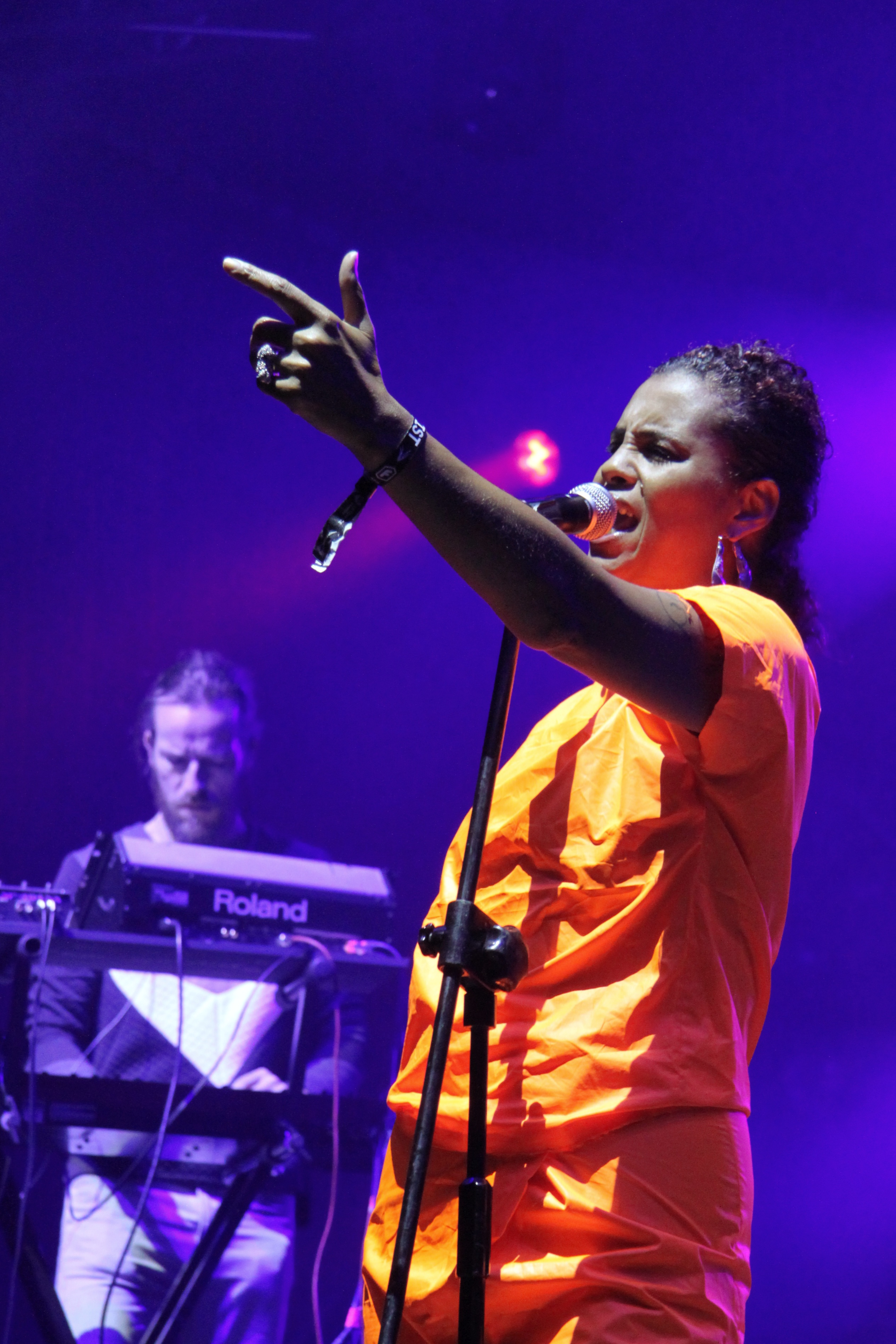
Neneh Cherry.

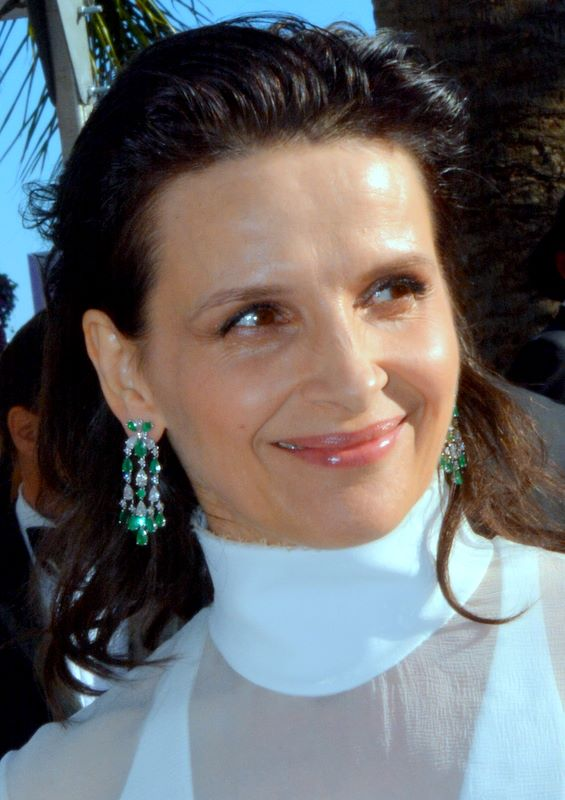
Juliette Binoche.

- 1er mars: Basma bint Sa'ud Al Sa'ud, femme d'affaires et militante des droits de l'homme saoudienne.
- 3 mars : Laura Harring, actrice américaine.
- 4 mars : Hicham ben Abdallah Alaoui, prince marocain dit « Prince rouge ».
- 5 mars : Bertrand Cantat, chanteur du groupe français Noir Désir.
- 6 mars : Sandro Rosell, président du FC Barcelone.
- 7 mars : Bret Easton Ellis, écrivain américain.
- 8 mars : Zbigniew Chlebowski, économiste polonais.
- 9 mars :
  - Juliette Binoche, actrice française.
  - Valérie Lemercier, actrice française.
- 10 mars :
  - Neneh Cherry, chanteuse suédoise.
  - Edward de Wessex, comte de Wessex, membre de la famille royale britannique.
  - Édith Bongo, femme politique gabonaise († 14 mars 2009).
- 11 mars :
  - Emma Chambers, actrice britannique († 21 février 2018).
  - Vinnie Paul, batteur américain de heavy metal († 22 juin 2018).
- 17 mars : Rob Lowe, acteur américain.
- 18 mars : Courtney Pine, saxophoniste de jazz anglais.
- 20 mars : Anne Dufourmantelle, psychanalyste et philosophe française († 21 juillet 2017).
- 21 mars : Imee Ooi, compositrice et chanteuse sino-malaisienne, spécialisée dans la musique bouddhique.
- 22 mars : Manuel Pradal, réalisateur et scénariste français († 13 mai 2017).
- 24 mars :
  - Marek Kamiński, explorateur polonais.
  - Raphaël Mezrahi, acteur français.
- 26 mars : Julie Jézéquel, actrice française.
- 27 mars : Kad Merad, acteur, scénariste et humoriste franco-algérien.
- 29 mars : Elle Macpherson, femme d'affaires, mannequin, et accessoirement actrice australienne.
- 30 mars :
  - Anas al-Liby, présumé terroriste libyen († 2 janvier 2015).
  - Tracy Chapman, auteur, compositeur interprète américaine.
- 31 mars : Leonardo López Luján, archéologue mexicain.

## Avril

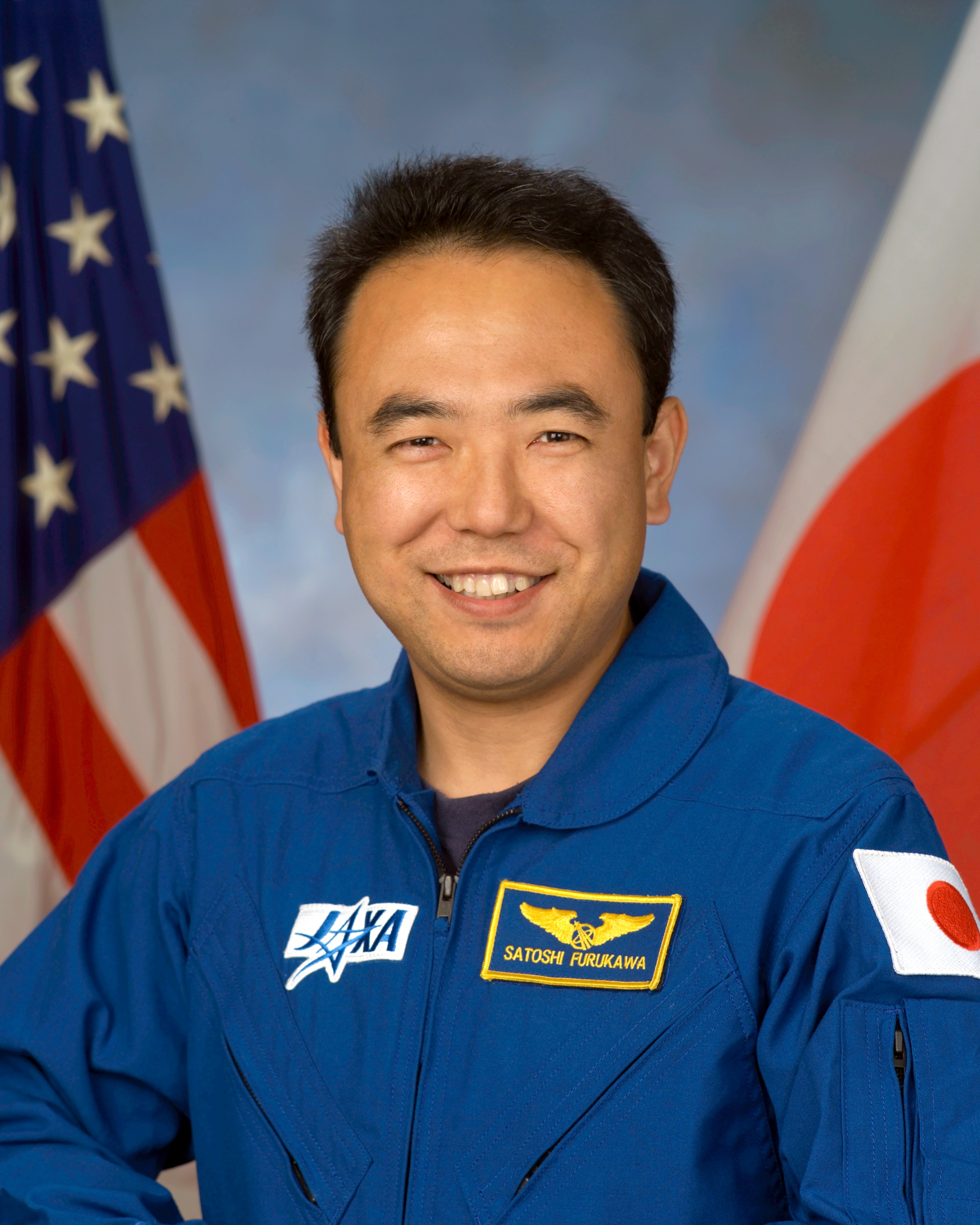
Satoshi Furukawa.

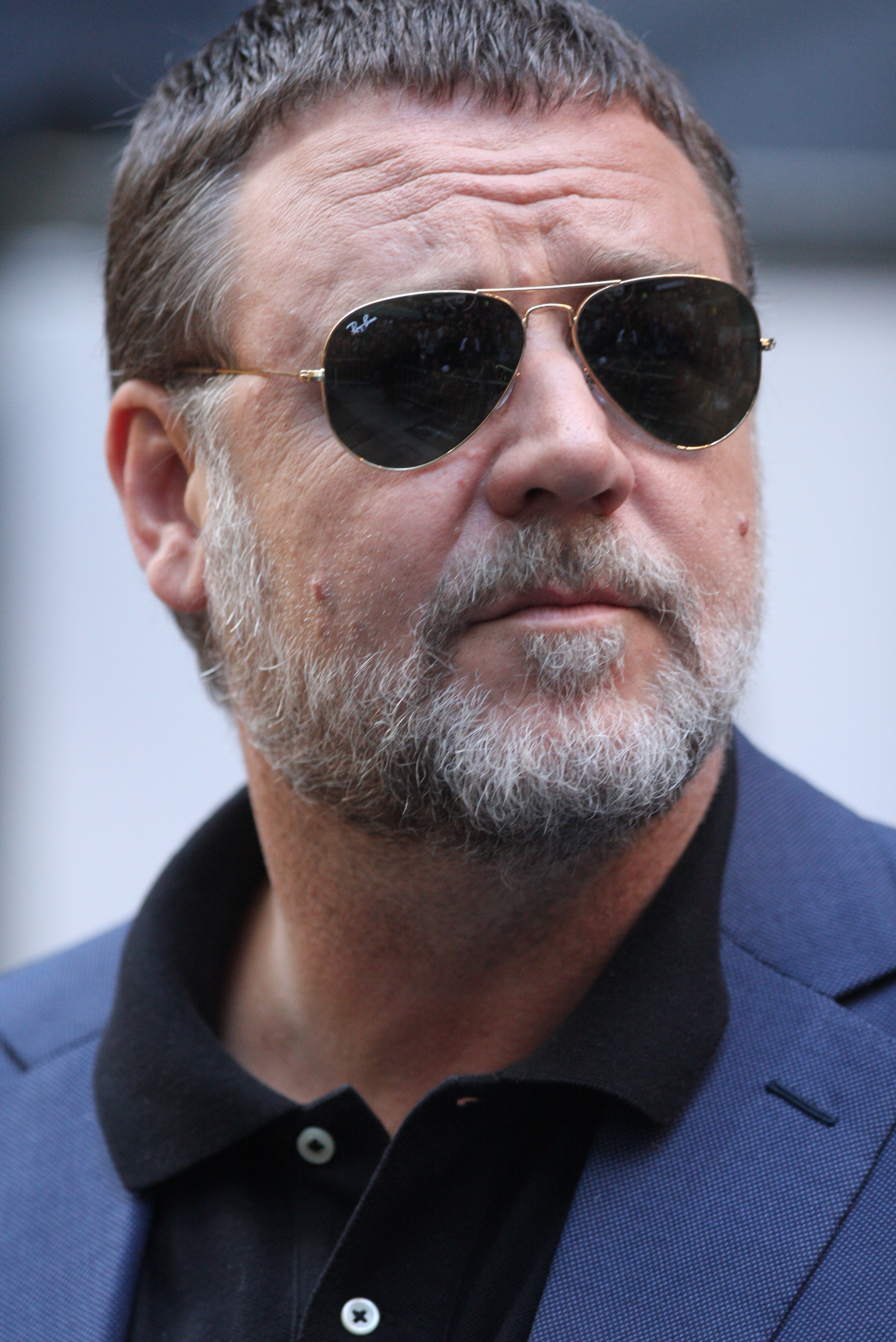
Russell Crowe.

- 1er avril : Mohammed Moussaoui, universitaire et mathématicien franco-marocain.
- 3 avril :
  - Dimitri Bodianski, saxophoniste du groupe Indochine.
  - Nigel Farage, homme politique britannique, fondateur du parti UKIP.
  - Daisuke Satō, concepteur de jeux de société, romancier et auteur de mangas japonais († 22 mars 2017).
- 4 avril : Satoshi Furukawa, spationaute japonais.
- 6 avril : Tim Walz, homme politique américain et gouverneur du Minnesota.
- 7 avril : Russell Crowe, acteur australo-néo-zélandais.
- 8 avril : Biz Markie, rappeur, disc jockey, acteur et producteur américain († 16 juillet 2021).
- 10 avril : 
  - Charly Nestor, animateur, producteur de télévision et réalisateur français.
  - Jeannine Mabunda Lioko, femme politique congolaise.
- 11 avril : Wojciech Płocharski, journaliste, auteur, compositeur, voyageur polonais.
- 12 avril : Anne Caseneuve, navigatrice française († 19 novembre 2015).
- 13 avril :
  - Pierre Allard, artiste, chef décorateur et militant social canadien († 25 novembre 2018).
  - Andy Goram, joueur de football britannique († 2 juillet 2022).
- 14 avril : 
  - Safa Al Hashem, femme politique koweïtienne.
  - François Weigel, pianiste, compositeur et chef d'orchestre français.
- 16 avril :
  - « El Yiyo » (José Cubero Sanchez), matador espagnol († 30 août 1985).
  - Esbjorn Svensson, pianiste de jazz suédois († 14 juin 2008).
- 17 avril : 
  - Andreï Borissenko, cosmonaute russe.
  - Lela Rochon, actrice américaine.
  - Laurent Achard, réalisateur français († 24 mars 2024).
- 18 avril : Zazie, auteur-compositeur-interprète française.
- 19 avril : Sviatoslav Louniov, compositeur ukrainien.
- 20 avril : Andy Serkis, acteur, réalisateur et producteur britannique.
- 23 avril : 
  - Leni Robredo, femme politique philippine.
  - Hossein Amir Abdollahian, diplomate et homme politique iranien († 19 mai 2024).
- 25 avril : Andy Bell, chanteur britannique du groupe Erasure.
- 26 avril : Didier Robert, homme politique français.
- 29 avril : Iryna Farion, linguiste et femme politique ukrainienne († 19 juillet 2024).
- 30 avril :
  - Savenaca Aria, joueur de rugby à XV international fidjien († 15 mars 2020).
  - Philippe Vecchi, journaliste, animateur de radio et de télévision et producteur de télévision français († 24 octobre 2017).

## Mai

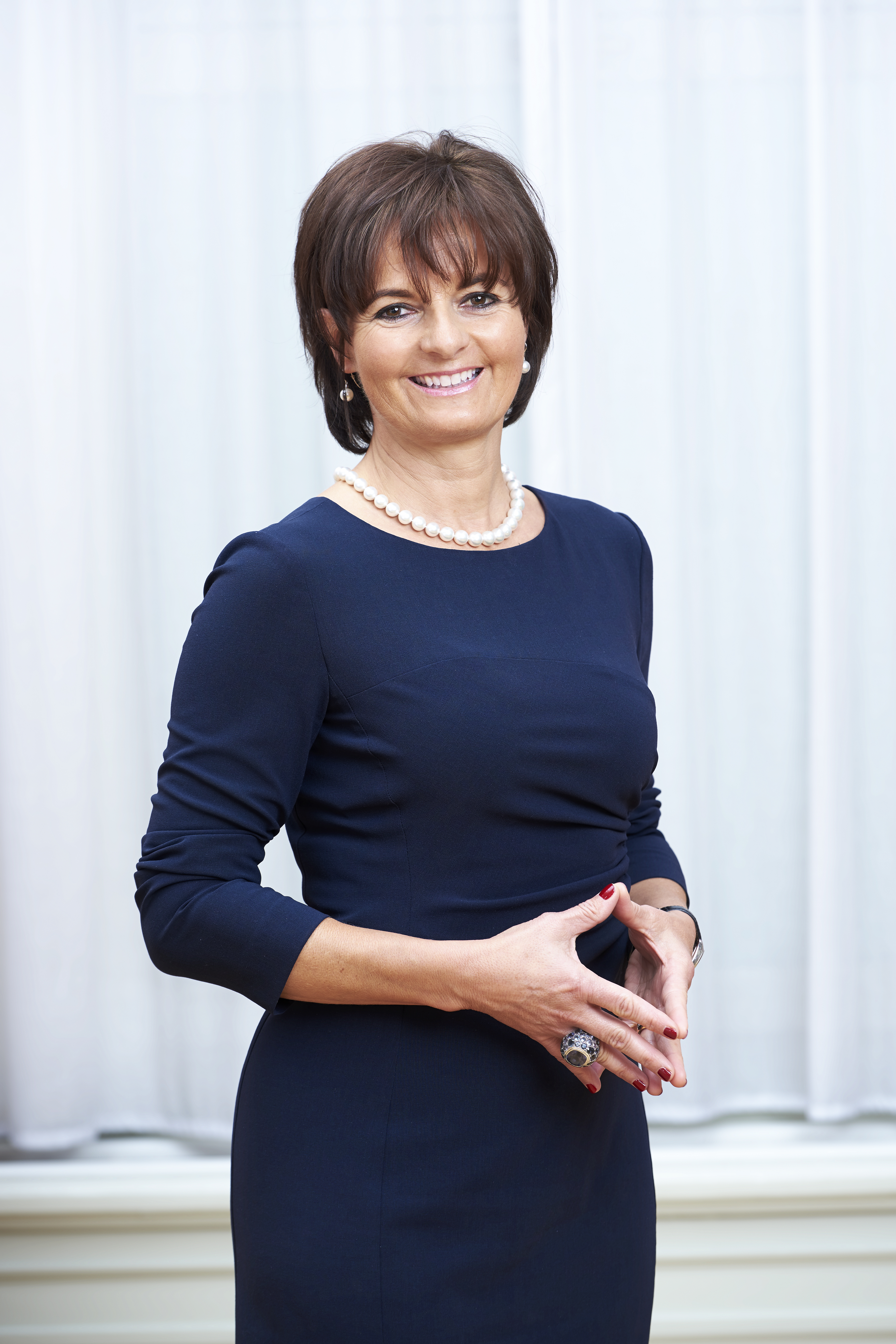
Ruth Metzler-Arnold.

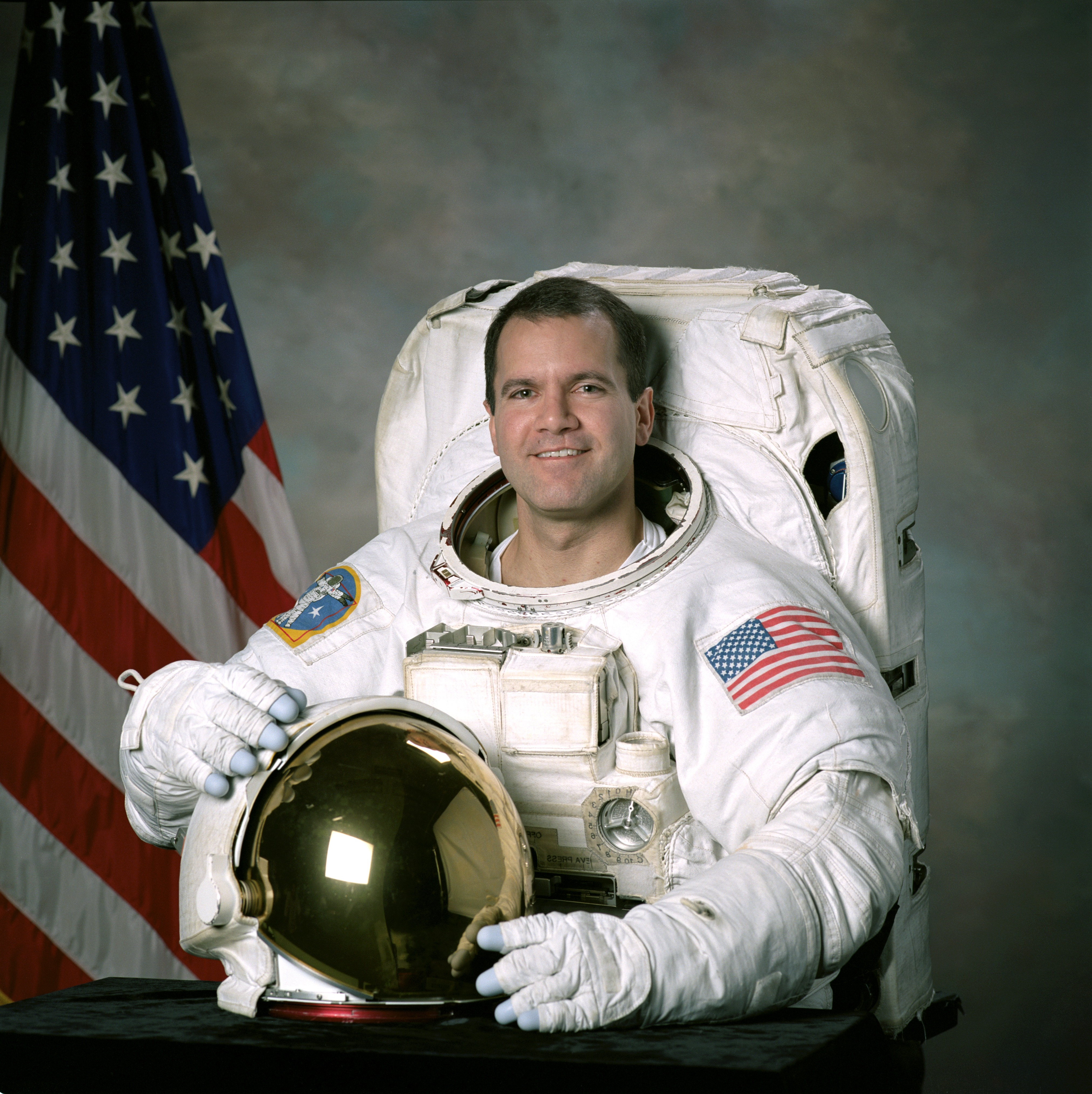
Paul W. Richards.

- 3 mai : Wil Boessen, footballeur puis entraîneur néerlandais
- 4 mai : Rocco Siffredi, acteur porno italien.
- 5 mai : 
  - Jean-François Copé, homme politique français.
  - Françoise Cactus, romancière, chanteuse, multi-instrumentiste et auteur d’émissions radiophoniques franco-allemande († 17 février 2021).
- 6 mai : Lucien Jean-Baptiste, acteur, réalisateur et scénariste français.
- 7 mai : Dominique Brun, judokate française.
- 8 mai :
  - Melissa Gilbert, actrice américaine.
  - Dave Rowntree, batteur anglais du groupe Blur.
- 12 mai : 
  - Julius Maada Bio, personnalité politique sierra-léonais.
  - Nidia Vílchez, femme politique péruvienne.
- 13 mai : Stephen Colbert, animateur, humoriste et satiriste américain.
- 14 mai : James M. Kelly, astronaute américain.
- 20 mai :
  - Paul W. Richards, astronaute américain.
  - Christian Quesada, candidat d'émission télévisée français.
  - Petr Kellner, homme d'affaires tchèque († 27 mars 2021).
- 23 mai : Ruth Metzler-Arnold, femme politique et ancienne conseillère fédérale suisse.
- 25 mai : 
  - Ivan Bella, spationaute slovaque.
  - Volodymyr Inozemtsev, athlète soviétique puis ukrainien, spécialiste du triple saut († 4 février 2020).
  - Ray Stevenson, acteur britannique († 22 mai 2023).
- 26 mai :
  - Paul Okalik, premier ministre du Nunavut.
  - Lenny Kravitz, chanteur américain.
- 29 mai : Fernando Cepeda, matador espagnol.
- 30 mai :
  - Liliana La Rosa, femme politique péruvienne.
  - Tom Morello, guitariste de Rage Against The Machine et d'Audioslave.
- 31 mai : Pascal Sellem, acteur et humoriste français.

## Juin

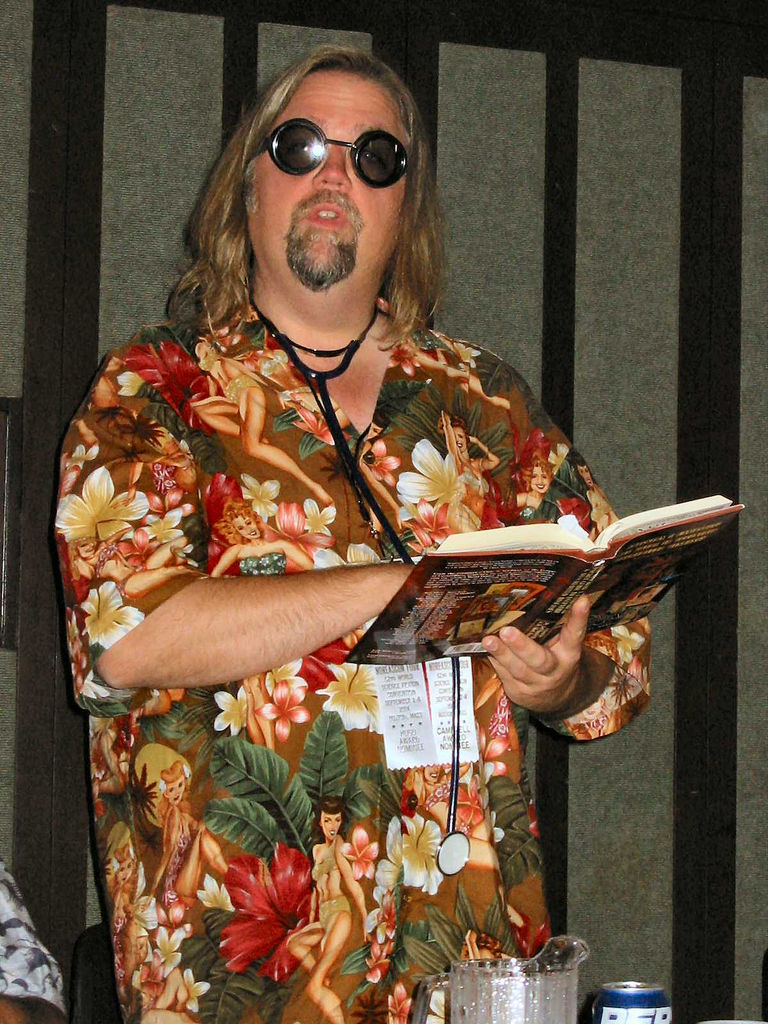
Jay Lake.

- 2 juin : Hassan Iquioussen, conférencier islamique francophone marocain.
- 3 juin : Alexeï Serebriakov, acteur soviétique puis russe.
- 5 juin : 
  - Mikhaïl W. Ramseier, écrivain suisse.
  - Matata Ponyo Mapon, homme politique congolais.
- 6 juin :
  - Guru Josh, DJ et producteur britannique († 27 décembre 2015).
  - Jay Lake, écrivain américain († 1er juin 2014).
- 7 juin :
  - Judie Aronson, actrice américaine.
  - Jean Mercier, journaliste et écrivain français († 19 juillet 2018).
- 8 juin : Rob Pilatus, chanteur allemand, ancien membre des Milli Vanilli († 3 avril 1998).
- 10 juin :
  - Ben Daniels, acteur britannique.
  - Vincent Perez, acteur suisse.
- 11 juin : Jean Alesi, pilote automobile F1 français.
- 12 juin : 
  - Gianluca Floris, écrivain et chanteur lyrique italien († 4 février 2022).
  - Philippe Bouvatier, cycliste français († 7 avril 2023).
- 13 juin : 
  - Kathy Burke, actrice et scénariste anglaise.
  - Mongi Rahoui, homme politique tunisien.
- 14 juin : Vincent Dubois, humoriste français.
- 15 juin :
  - Gabor Rassov, dramaturge français.
  - Courteney Cox, actrice américaine.
- 18 juin :
  - Oudaï Hussein, homme politique irakien († 22 juillet 2003).
  - Igor Makarikhine, physicien russe.
- 19 juin : Boris Johnson, homme d'État britannique, chef du Parti conservateur et Premier ministre du Royaume-Uni de 2019 à 2022.
- 21 juin : 
  - Doug Savant, acteur américain.
  - Sammi Davis, actrice britannique.
- 22 juin : Dan Brown, écrivain américain.
- 23 juin : Caroline Pauwels, chercheuse et professeure d'université belge († 5 août 2022).
- 24 juin :
  - Philippe Fargeon, footballeur français.
  - Jean-Luc Delarue, animateur et producteur de télévision français († 23 août 2012).
  - Kate Parminter, femme politique britannique.
- 25 juin : 
  - Erica Gimpel, actrice et chanteuse américaine.
  - Guela Patiachvili, artiste géorgien.
- 27 juin :
  - Johnny Herbert, pilote F1 britannique.
  - Serge Le Dizet, joueur et entraîneur de football français.
  - Marie Sara, rejoneadora française.
  - Franck Pitiot, acteur français

## Juillet

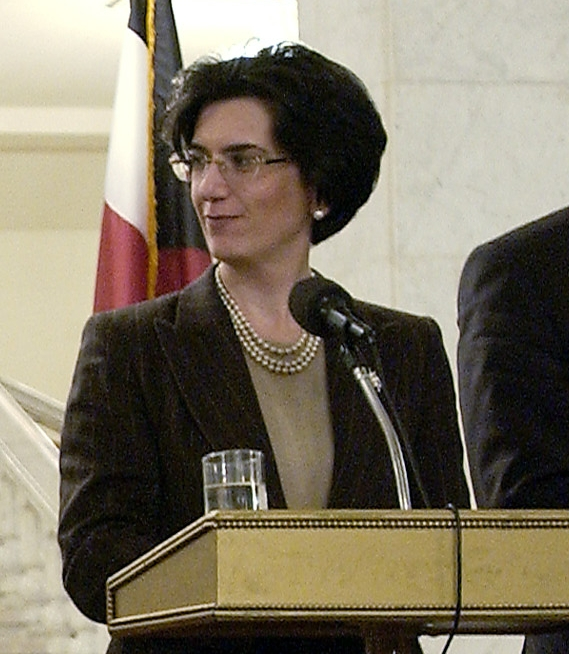
Nino Bourdjanadze.

- 1er juillet : Bernard Laporte, joueur, entraîneur et dirigeant de rugby à XV, homme d'affaires et homme politique français.
- 4 juillet : Birgit Meineke, nageuse est-allemande.
- 5 juillet : Raïssa Tchebanika, pongiste handisport russe d'origine moldave.
- 9 juillet : 
  - Courtney Love, musicienne et actrice américaine.
  - Gianluca Vialli, footballeur italien († 6 janvier 2023).
- 12 juillet : Serge Lehman, auteur de science-fiction français.
- 13 juillet : Shinji Aoyama, réalisateur et écrivain japonais († 21 mars 2022).
- 16 juillet :
  - Constance Adams, architecte américaine († 25 juin 2018).
  - Ashot Anastasian, grand maître arménien du jeu d'échecs († 26 décembre 2016).
  - Miguel Indurain, coureur cycliste espagnol.
  - Nino Bourdjanadze, femme politique géorgienne.
- 20 juillet : 
  - Chris Cornell, chanteur et guitariste américain († 18 mai 2017).
  - Terri Irwin, animatrice de télévision australienne.
- 21 juillet : 
  - Akira Yasuda, illustrateur japonais.
  - Oleg Kononenko, cosmonaute Russe.
- 22 juillet :
  - Alain Foka, journaliste camerounais.
  - Lisa Teasley, romancière américaine.
- 23 juillet : Nick Menza, batteur américain († 21 mai 2016).
- 26 juillet :
  - Philippe Blasband, cinéaste belge.
  - Anne Provoost, écrivain belge.
  - Sandra Bullock, actrice, productrice, réalisatrice et scénariste américano-allemande.

## Août
- 2 août : Mary-Louise Parker, actrice américaine.
- 3 août : Joan Higginbotham, astronaute américaine.
- 5 août : 
  - Zoran Sretenovic, joueur et entraîneur serbe de basket-ball († 28 avril 2022).
  - Adam Yauch, rappeur américain, membre des Beastie Boys († 4 mai 2012).
- 8 août : 
  - Gilles Verdez, journaliste, chroniqueur à la télévision et à la radio et écrivain français.
  - Giuseppe Conte, homme d'État italien.
- 9 août : Roman Montchenko, rameur russe († 2 janvier 2020).
- 12 août : Philippe Sonnet, homme politique belge († 27 juillet 2022).
- 13 août : Zuliana Araya, militante trans chilienne.
- 15 août : Melinda Gates, philanthrope américaine.
- 16 août : 
  - Jimmy Arias, joueur de tennis américain.
  - Aly Ngouille Ndiaye, personnalité politique sénégalaise.
- 20 août : Peter McCullough, astronome américain.
- 22 août : Mats Wilander, joueur de tennis suédois.
- 23 août : Mavroudís Vorídis, homme politique grec.
- 24 août : Salijan Charipov, spationaute ouzbek.
- 26 août : Daphne Caruana Galizia, journaliste d'investigation et blogueuse maltaise († 16 octobre 2017).
- 27 août : Paul Bernardo, violeur et tueur en série canadien.
- 28 août : Bertrand Petit, homme politique français.
- 29 août : 
  - Pasteur Ntumi, homme politique, chef de guerre et pasteur congolais.
  - Stacey Travis, actrice américaine.
- 30 août : Jean-Baptiste Natama, diplomate, écrivain et homme politique burkinabé († 18 mars 2018).
- 31 août : Edva Jacobsen, femme politique féroïenne.

## Septembre

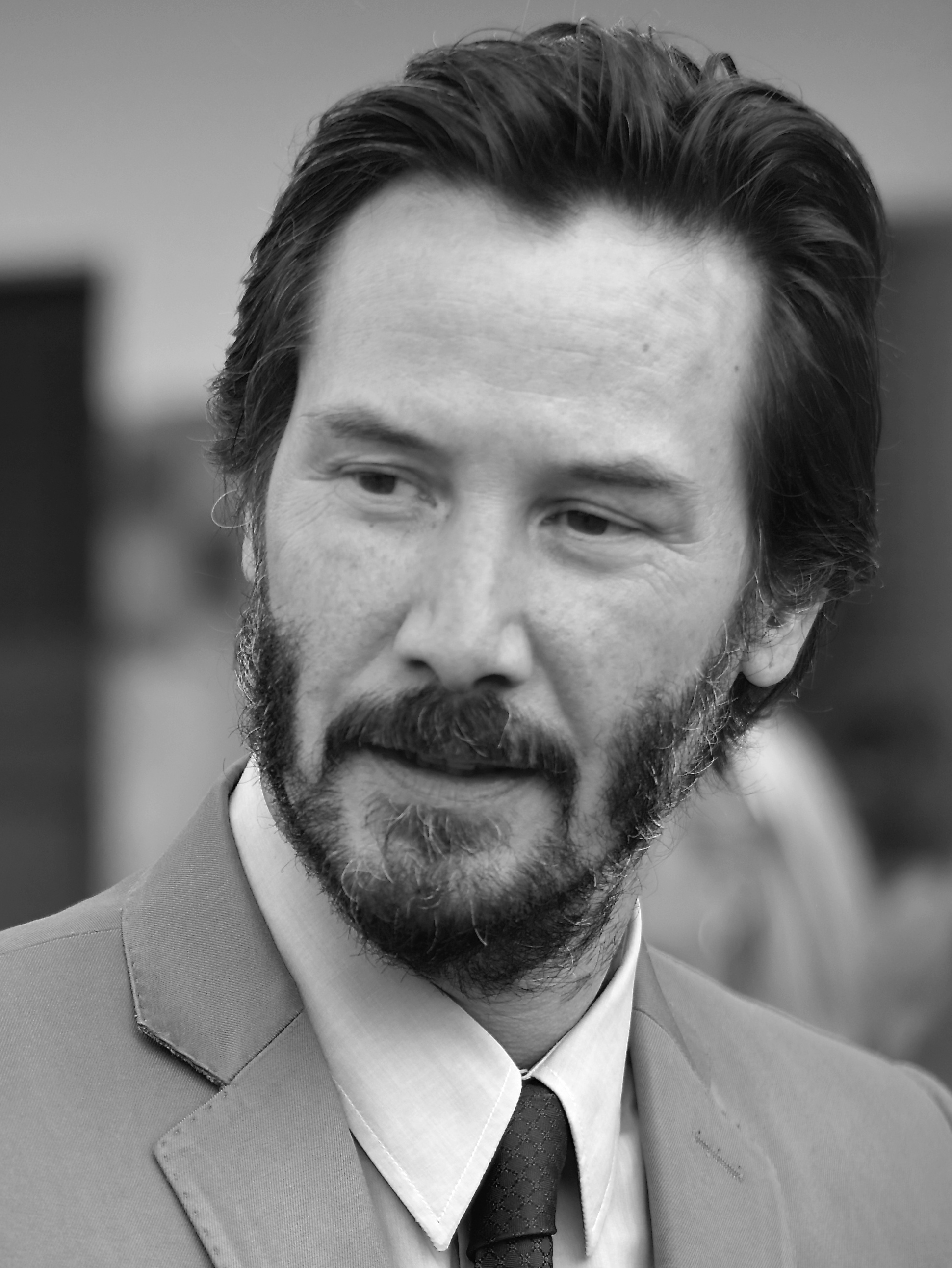
Keanu Reeves.

- 1er septembre : Stephen Adly Guirgis, dramaturge, scénariste, réalisateur et acteur américain.
- 2 septembre : 
  - Anja Schüte, actrice allemande.
  - Keanu Reeves, acteur, producteur, réalisateur et musicien canado-américain.
  - Pascal Demolon, acteur français.
- 5 septembre : 
  - Emmanuel Yarborough, sumotori afro-américain († 21 décembre 2015).
  - Amanda Ooms, actrice et écrivaine suédoise.
- 6 septembre : Rosie Perez, actrice, productrice et réalisatrice américaine.
- 7 septembre :
  - Eazy-E rappeur américain, membre du groupe N.W.A († 26 mars 1995).
  - Jeff Parker, joueur de hockey sur glace américain  († 11 septembre 2017).
- 10 septembre : 
  - Christine Cicot, judoka française.
  - Jack Ma, homme d'affaires chinois, fondateur d'Alibaba Group.
- 11 septembre :
  - Torsten Bréchôt, judoka est-allemand.
  - Anton Kriel, joueur sud-africain de badminton.
  - Jean-Philippe Lemoine, joueur de hockey sur glace français.
  - Kathy Watt, coureuse cycliste australienne.
  - Eugénie Agoyo Wayiko, femme politique de la République démocratique du Congo.
- 12 septembre : Adolphe Nshimirimana, militaire et homme politique burundais († 2 août 2015).
- 14 septembre : 
  - Laurent Fournier, footballeur français.
  - Stephen Dunham, acteur américain († 14 septembre 2012).
- 15 septembre : 
  - Matt Roth, acteur américain.
  - Robert Fico, homme politique slovaque.
- 16 septembre : Rossy de Palma, actrice espagnole.
- 17 septembre : Nathalie Amoratti-Blanc, femme politique monégasque.
- 20 septembre : Maggie Cheung, actrice hongkongaise.
- 22 septembre : Benoît Poelvoorde, acteur belge.
- 23 septembre : Bruno Solo, acteur français.
- 25 septembre : Žan Marolt, acteur yougoslave puis bosnien († 11 juillet 2009).
- 26 septembre : Andreï Babitski, journaliste russe († 1er avril 2022).
- 30 septembre : 
  - Anthony Delon, acteur français.
  - Monica Bellucci, actrice italienne.
  - Guia Benachvili, homme politique géorgien.
  - Stephen Frick, astronaute américain.

## Octobre
- 1er octobre : 

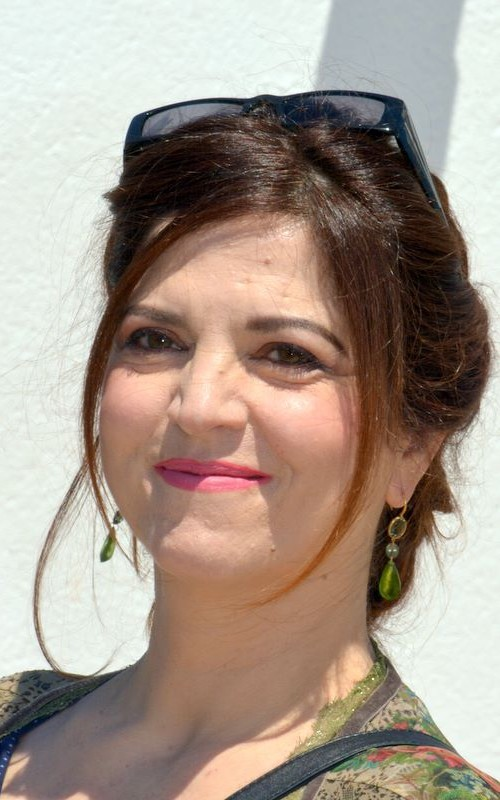
Agnès Jaoui.

  - Christopher Titus, humoriste et acteur américain.
  - Déborah Perret, comédienne de doublage, adaptatrice et directrice artistique française.
  - Ahmad El-Maati, détenu canado-egyptien à l'étranger.
- 2 octobre : Jaanus Kuum, coureur cycliste norvégien d'origine estonienne († 26 août 1998).
- 3 octobre : Clive Owen, acteur britannique.
- 8 octobre : Amar Meriech, poète algérien.
- 9 octobre : Guillermo Del Toro, scénariste, réalisateur, producteur de cinéma et romancier mexicain.
- 10 octobre :
  - Christophe Lambert, publicitaire, écrivain et conseiller en communication politique français († 13 mai 2016).
  - Manuel Legris, danseur étoile français.
  - Maxi Gnauck, gymnaste artistique est-allemande.
- 13 octobre :
  - Niè Hǎishèng, astronaute chinois.
  - Christopher Judge, acteur américain.
  - Douglas Emhoff, avocat américain.
- 14 octobre : David Kaye, acteur canadien.
- 16 octobre : Malik Oussekine, étudiant français tabassé par la police († 6 décembre 1986).
- 18 octobre : Stephan Winkelmann, entrepreneur allemand
- 19 octobre : Agnès Jaoui, actrice, scénariste, réalisatrice et chanteuse française.
- 20 octobre :
  - Christine Goguet, journaliste française.
  - Petra Procházková, journaliste tchèque.
  - Kamala Harris, avocate et femme politique américaine.
- 22 octobre : Lionel Abelanski, acteur français.
- 23 octobre : Robert Trujillo, bassiste du groupe de heavy metal Metallica.
- 24 octobre : Aristide von Bienefeldt, écrivain néerlandais († 15 janvier 2016).
- 25 octobre :
  - Nathalie Simon, véliplanchiste et animatrice de télévision française.
- 26 octobre :
  - Nicole Bass, culturiste et catcheuse américaine († 17 février 2017).
  - Marc Lépine, tueur en série canadien († 6 décembre 1989).
- 27 octobre : Casper van Bohemen, acteur néerlandais.
- 28 octobre : Mouss Diouf, comédien franco-sénégalais († 7 juillet 2012).
- 30 octobre :
  - Sandra Magnus, astronaute américaine.
  - Cristina Córdula, présentatrice de télévision et ancien mannequin brésilien.

## Novembre

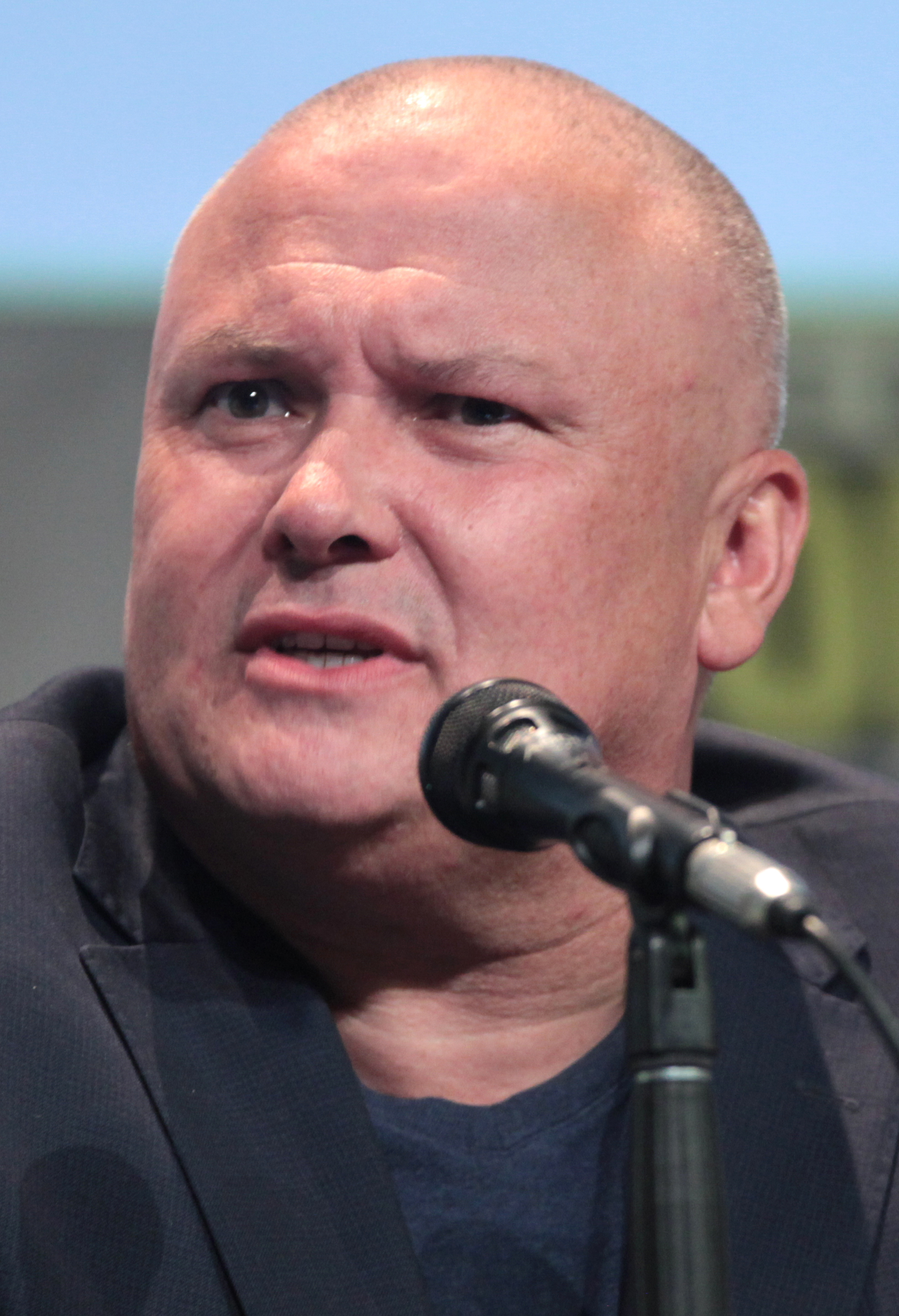
Conleth Hill.

- 1er novembre : Thierry Moreau, journaliste français.
- 3 novembre :
  - Bogusław Cygan, footballeur polonais († 15 janvier 2018).
  - Sylvie Roy, avocate et femme politique canadienne († 31 juillet 2016).
  - Yūko Mizutani, seiyū japonaise († 17 mai 2016).
- 5 novembre : Famke Janssen, actrice néerlandaise.
- 6 novembre : Alessandra Arachi, journaliste et écrivaine italienne.
- 7 novembre : 
  - Dana Plato, actrice américaine († 8 mai 1999).
  - Michael Papajohn, acteur, occasionnellement cascadeur, joueur de baseball et producteur américain.
- 9 novembre : Sonja Kirchberger, actrice autrichienne.
- 10 novembre : Gao Chengyong, tueur en série et violeur chinois († 3 janvier 2019).
- 11 novembre : Calista Flockhart, actrice américaine.
- 12 novembre : Bernard Belle, auteur-compositeur-chanteur et bassiste américain de R&B († 23 juin 2022).
- 13 novembre : Ronald Agénor, joueur de tennis haïtien.
- 15 novembre : 
  - Marie-Line Meurisse, lutteuse française.
  - Tiit Sokk, joueur et entraîneur de basket-ball estonien.
- 16 novembre :
  - Elma Dienda, femme politique namibienne.
  - Diana Krall, chanteuse et pianiste de jazz canadienne.
  - Valeria Bruni Tedeschi, actrice, scénariste et réalisatrice franco-italienne.
  - Josip Weber, footballeur international yousgoslave puis croate naturalisé belge († 8 novembre 2017).
- 17 novembre : Susan Rice, haut fonctionnaire américaine.
- 19 novembre : 
  - Yelena Naimushina, gymnaste artistique soviétique puis russe († 14 mars 2017).
  - Nicholas Patrick, astronaute américain.
- 24 novembre : Conleth Hill, acteur britannique.
- 25 novembre : 
  - Mukhriz Mahathir, fils de l'ancien Premier ministre malaisien Mahathir Mohamad et de son épouse Siti Hasmah Mohamad Ali.
  - Mark Lanegan, chanteur de pop rock, membre du groupe Screaming trees de Seattle († 22 février 2022).
- 26 novembre : Chokri Belaïd, homme politique tunisien († 6 février 2013).
- 27 novembre : 
  - Adam Shankman, réalisateur, acteur, producteur et scénariste américain.
  - Daniel Ducruet, garde du corps et époux de la princesse Stéphanie de Monaco.
  - Ronit Elkabetz, actrice, scénariste et réalisatrice israélienne († 19 avril 2016).
- 28 novembre : 
  - Naoto Hori, footballeur japonais.
  - Roy Tarpley, basketteur américain († 9 janvier 2015).
- 29 novembre : Don Cheadle, acteur et producteur de cinéma américain.

## Décembre
- 2 décembre :

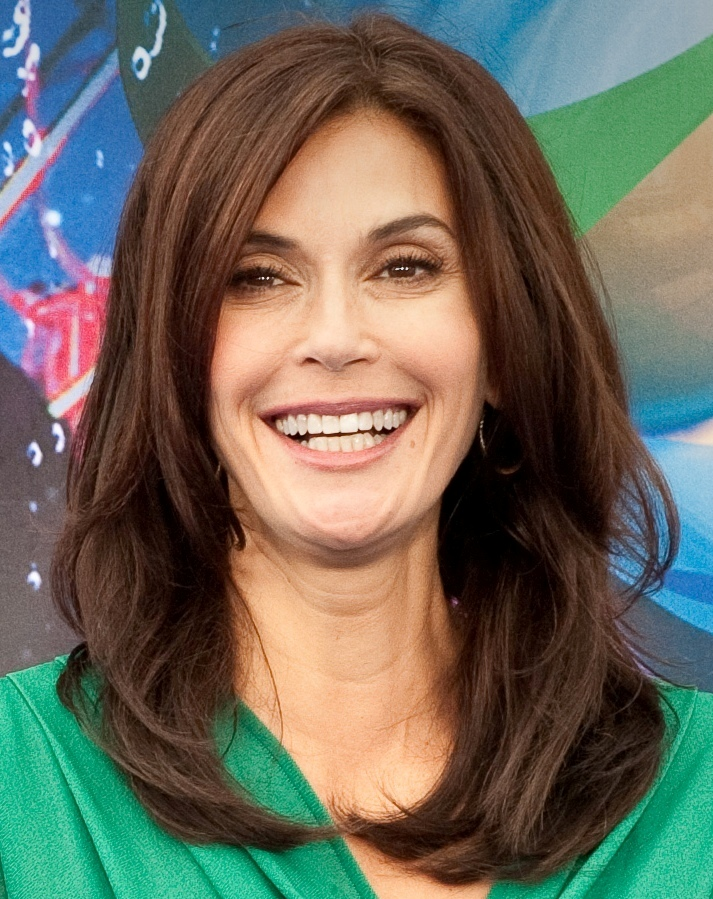
Teri Hatcher.

  - Norm Hadley, joueur de rugby à XV canadien († 26 mars 2016).
  - David Pujadas, journaliste français.
- 3 décembre : Darryl Hamilton, joueur de baseball américain († 21 juin 2015).
- 4 décembre : Sertab Erener, chanteuse turque.
- 6 décembre : Roddie Haley, athlète américain spécialisé du 400 mètres († 17 février 2022).
- 7 décembre : Patrick Fabian, acteur américain.
- 8 décembre :
  - Teri Hatcher, actrice américaine.
  - Susan Kolimba, femme politique tanzanienne.
  - Jean-Louis Billon, homme politique ivoirien.
- 9 décembre : Paul Landers, guitariste (rythmique) biélorusse du groupe allemand Rammstein.
- 11 décembre : 
  - Franco Ballerini, coureur cycliste italien († 7 février 2010).
  - Lewis Trondheim, auteur et scénariste de bande dessinée français.
- 12 décembre : Elizabeth Salguero, femme politique et militante bolivienne.
- 13 décembre : 
  - Hideto Matsumoto, dit hide, chanteur et guitariste japonais († 2 mai 1998).
  - Lucky Peterson, musicien américain († 17 mai 2020).
  - Arturs Krišjānis Kariņš, politicien letton.
  - Azer Zeynalov, chanteur d'opéra azerbaïdjanais.
- 15 décembre : Christophe Carrière, journaliste et écrivain français.
- 16 décembre : 
  - Heike Drechsler, athlète allemande.
  - Georges de Habsbourg-Lorraine, diplomate Hongrois.
- 17 décembre : Joe Wolf, joueur puis entraîneur de basket-ball américain (†26 septembre 2024).
- 18 décembre :
  - Pierre Nkurunziza, personnalité politique burundaise († 8 juin 2020).
  - Josée Forest-Niesing, femme politique canadienne († 19 novembre 2021).
- 19 décembre :
  - Béatrice Dalle, actrice française.
  - Francis Letellier, journaliste français.
- 20 décembre : Emmanuel Maubert, journaliste, présentateur de radio et de télévision français († 31 mai 2016).
- 21 décembre : Matthias Carras, († 14 janvier 2023), chanteur allemand.
- 22 décembre : Lee Jae-myung, homme politique sud-coréen.
- 24 décembre : Christophe Miossec, auteur-compositeur-interprète français.
- 26 décembre :
  - Valeri Rozov, base-jumper soviétique puis russe († 11 novembre 2017).
  - Lydia de Vega, athlète philippine spécialiste des épreuves de sprint († 10 août 2022).
- 28 décembre : Moïse Katumbi, homme politique congolais.
- 29 décembre : Michael Cudlitz, acteur américain.
- 31 décembre : Virginia Rodrigues, chanteuse brésilienne.

## Date précise inconnue
- Midi Achmat, militante lesbienne sud-africaine.
- Zeina Akar, femme politique libanaise, vice-Premier ministre.
- Heo Su-gyeong, poétesse sud-coréenne († 3 octobre 2018).
- Kate MccGwire, sculptrice britannique.
- Jeffrey Nape, homme politique papou-néo-guinéen († 8 juillet 2016).
- Pauline Ngarmpring, femme politique trans thaïlandaise.
- Tahera Qutbuddin, spécialiste indienne de l'histoire de la littérature arabe médiévale et moderne.
- Fatemeh Rahbar, femme politique iranienne († 7 mars 2020).
- Geraldine Seydoux, biologiste moléculaire et généticienne franco-américaine.
- Oh Soo-yeon, écrivaine sud-coréenne.
- Abdourahamane Tchiani, militaire et homme d'état nigérien.
- Peter Tom, homme politique salomonais († 5 novembre 2018).